# WCW Spring Stampede
Spring Stampede foi um evento de wrestling profissional em formato pay-per-view produzido pela World Championship Wrestling. Suas edições ocorreram em abril de 1994, e de 1997 até 2000.